# The Legend of Kage
The Legend of Kage — игра в жанре платформера, выпущенная в 1985 году.
Прекрасную принцессу Кири похищает злобный Король Дракон, юный ниндзя Кагэ (яп. Тень), прогуливавшийся вместе с нею по лесу, бросается её спасать. Задача игрока/Кагэ — добраться до дворца Короля Дракона и спасти принцессу из плена. Путь преграждает множество противников.

## Игровой процесс

Скриншот аркадной версии игры

Игрок управляет ниндзя Кагэ, оружие которого составляют сюрикэны и короткий меч ниндзя, при наличии кнопок TURBO на джойстике удары мечом становятся непрерывными, не замедляя при этом движение, а сюрикэны выпускаются по два.
Геймплей состоит из довольно однотипных уровней, отличающихся цветовой гаммой и количеством противников. Первый уровень — лес, не имеет значения, в какую сторону двигаться, задача здесь — истребить определенное (и довольно большое) число противников. Второй уровень — канализация, заканчивается после убийства всего нескольких врагов. Третий — подножие дворца, истребление врагов не важно, игроку нужно только выжить, поднимаясь вверх к дворцу. Четвертый уровень — сам дворец, где так же нужно добраться до цели — прикованной принцессы. Когда игрок добирается до принцессы, игра на время переходит в режим кат-сцены: Кагэ выбирается с принцессой на крышу дворца и спрыгивает с ней назад в лес, однако ее вновь похищает враждебный ниндзя. После чего череда уровней повторяется, хотя меняется цветовая гамма, увеличивается число противников, появляются дополнительные возможности. Всего цикл лес-канализация-подножие-дворец нужно пройти 3 раза, после чего снова в лесу состоится бой с финальным противником и принцесса будет окончательно освобождена.

## Бонусы
Убивая врагов, игрок получает очки. За каждые 50.000 очков игрок получает дополнительную жизнь.
Собирая магические сферы, игрок поднимает характеристики героя: увеличивается скорость бега, малые сюрикэны заменяются на большие, при этом цвет кимоно Кагэ меняется с красного на зеленый, затем на желтый.
В некоторых местах на деревьях можно найти магический свиток, Кагэ спускается с ним на землю и произносит мантры, от которых все враги падают замертво. Также этот свиток можно получить, убив чёрного ниндзя на одном из уровней — подножий дворца.
Иногда в вышине будет пролетать сова, поймав или поразив которую, герой получает: +10.000 очков за серую; временную неуязвимость либо большие сюрикэны, стреляющие во все стороны, за красную; жизнь за синюю.
В каждом лесу (исключая первый, включая финальный) игроку необходимо трижды поразить бабочку, чтобы обрести силу убивать магов нового типа.

## Враги
- Синие ниндзя (сюрикэны, мечи)
- Красные ниндзя (бомбочки, мечи) — имеют более высокую скорость передвижения, чем синие ниндзя.
- Чёрные ниндзя (мечи) — встречаются редко и пытаются скрыться от игрока, их убийство дает свиток.
- Монахи, синие, красные и белые (огненное дыхание)